# Raimundo Kupareo

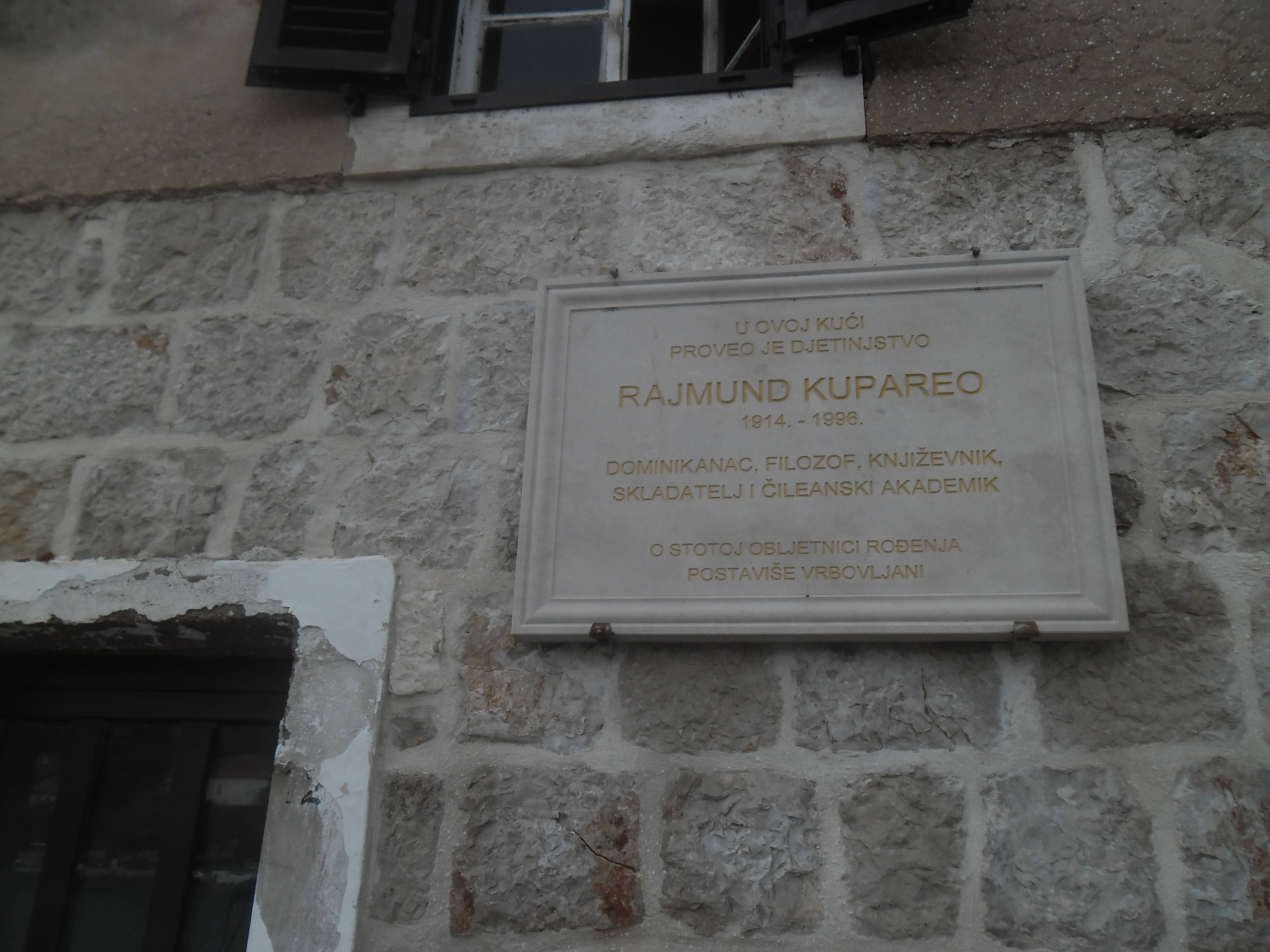

Rajmund Kupareo, conocido en Chile como Raimundo Kupareo (1914–1996) fue un intelectual, sacerdote dominico, ensayista, poeta y filósofo nacido en Croacia. Fue fundador de Instituto de estética de Pontificia Universidad Católica de Chile y miembro de La Academia Chilena de la Lengua.

## Biografía
Descendiente de una antigua familia de nobles de Dalmacia central, Kupareo nació el 16 de noviembre de 1914 en Vrbovska, en la Isla de Hvar (Croacia). En 1930 entró en la Orden de Predicadores; en 1937 se ordenó sacerdote.
Durante la Segunda Guerra Mundial fue director de la publicación católica mensual Gospina Krunica (El Rosario de la Virgen) muy querida publicación en los círculos académicos en aquel entonces para luego hacerse cargo de la Editorial Domínica Istina (Verdad).
Kupareo permaneció en Chile 1950 - 1971. Comenzó su actividad docente en la Universidad Católica de Chile en 1950, en la Facultad de Filosofía y Ciencias de la Educación, de la que fue decano en dos períodos, en el último de los cuales asumió también el cargo de Vicerrector. Por entonces dictaba los cursos de estética y axiología estética. En 1964 creó el Centro de Investigaciones Estéticas y dos años más tarde, su actividad de investigación y docencia se tradujo en la aparición de Aisthesis. Revista de investigaciones Estéticas, hasta ahora la publicación más antigua y una de las más relevantes en su disciplina en Iberoamérica.
Sus decanatos transcurrieron en años de fructífera creación de unidades académicas, entre las cuales citamos la Escuela de Psicología, la Escuela de Periodismo, los Departamentos de alemán, de Artes Plásticas, de Orientación Vocacional y Educacional, de Escuelas Normales y el Instituto de Estética.
Sobreviviendo a un ataque cerebral, y con una salud muy deteriorada, retornó en 1971 a su patria. Desde entonces vivió su vida otoñal en el Monasterio Domínico de Zagreb, y, a pesar de su mala salud, continuó con su trabajo literario y de investigación.
La Academia Chilena de la Lengua lo distinguió, en el año 1985, como miembro de su institución.
En mayo de 1995, el presidente de Croacia Franjo Tudjman, lo condecoró con la "Orden de la Estrella Danica", por su extraordinario aporte a la cultura croata.
Murió en el convento dominicano de Nuestra Señora Reina del Rosario en Zagreb, el 6 de junio de 1996, justo cuando una función de su obra “Resurrección” se llevaba a cabo en Našice.

## Obras
En Chile se editaron obras como: Ars et moralis (1951), El Valor del Arte – Axiología estética (1964), Creationes Humanas, I y La Poesía (1965), Creationes Humanas, II, El Drama (1966).
Como teórico y artista escribió textos en latín, español y croata. En ellos trata sobre la dualidad filosófica y el saber por un lado y el arte por el otro lado.
Kupareo se destacó también como dramaturgo y novelista. Sus creaciones en estos géneros fueron publicadas en Croacia. 
Ha escrito en total 25 libros: 9 de ellos sobre la estética (en latín, español y croata) y 14 de poesía, dramas, novelas y cuentos (en croata, español y checo).
Como escritor en prosa tiene numerosas obras: U morskoj kući (1940); Baraban (1943); Jedinac (1942); Sunovrati (1960); Balada iz Magallanesa (1978); Čežnja za zavičajem (1989); Stepinac mu je ime y Patka priča.
Como dramaturgo, sus obras han sido presentadas desde Hamburgo a Salamanca, y desde Zagreb hasta su terruño natal en Hvar, tanto los dramitas infantiles como los dramas ministeriales, inspirados todos en el Nuevo Testamento.
Algunos de sus poemas han sido traducidos del idioma croata al español: Salmo del anochecer, Salmo del niño que halló la felicidad, Navidad, Salmos penitenciales croatas : Salmo primero, Salmo quinto y Salmo séptimo (todos ellos aquí).
Bibliografía en español (parcial):
- Pasión de Cristo: Poema sacro en cinco misterios, Madrid, 1949, 86 pp.
- El valor del arte (Axiología estética), Santiago de Chile, 1964., 221 pp.
- Creaciones humanas: 1. La Poesía, Santiago de Chile, 1965, 230 pp.
- Creaciones humanas: 2. El Drama, Santiago de Chile, 1966, 264 pp.
- Dramatologia, Aisthesis: Revista chilena de investigaciones estéticas (Santiago de Chile), I (1966.) 1, 9-16.
- Evolución de las formas novelescas, Santiago de Chile, 1967, 37 pp.
- La dialéctica de la crítica de arte, Aisthesis, II (1967) 2, pp. 111-122.
- El tiempo y el espacio novelescos, Santiago de Chile, 1968, 35 pp.
- Filosofía de la Arquitectura, Aisthesis, IV (1969) 4, 21-32.
- La poesía desde su esencia, Aisthesis, V (1970) 5, 11-37.
- La educación artística, Aisthesis, VI (1971) 6, 13-20.
- El arte, valor humano por excelencia, Aisthesis, VII (1972) 7, 37-43.
- La armonía musical y la armonía humana, Aisthesis, IX (1974) 8, 15-22.
- La luz, elemento esencial de la expresión pictórica, Aisthesis, XI (1976) 9, 11-19.
- La muerte del Arte, Aisthesis, XII (1977) 10, 9-11.
- La Pintura y El Ballet, Aisthesis, XIII (1978) 11, 9-13.
- La belleza natural, Aisthesis, (1979) 12, 13-17.
- El imaginismo, Aisthesis, (1980-1981) 13, 11-14.
- Apersonalidad del arte, Aisthesis, (1982) 14, 9-10.
- Algunas reflexiones sobre la artesanía y el arte, Aisthesis, (1983) 15, 9-12.
- La Belleza y el Arte, Aisthesis, (1995.) 28, 9-15.